# Automobili Franco

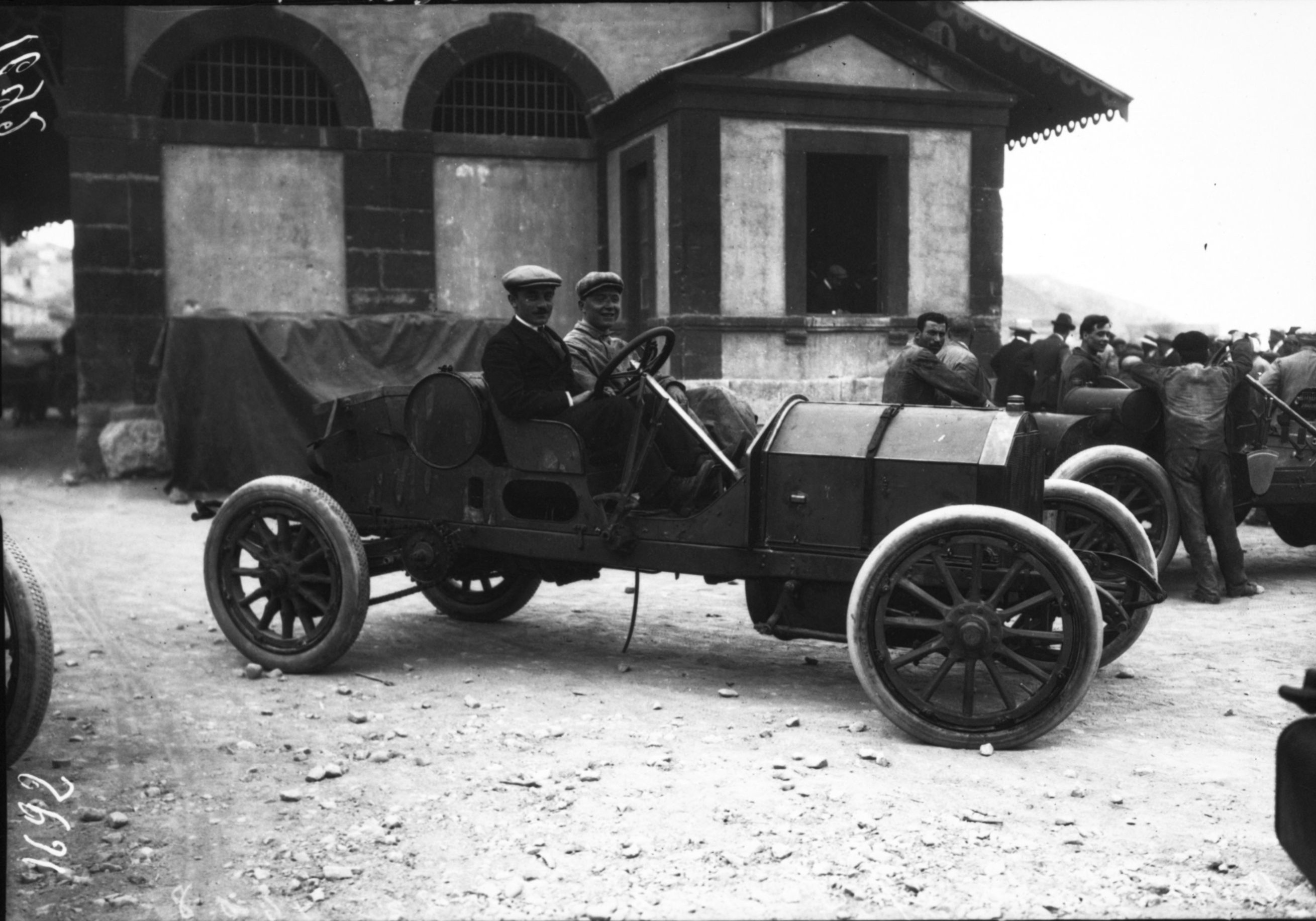
Franco Cariolato auf Franco bei der Targa Florio 1908.

Automobili Franco war ein italienischer Hersteller von Automobilen.

## Unternehmensgeschichte
Attilio Franco gründete 1907 das Unternehmen in der Via Aleardi in Mailand zur Produktion von sportlichen Automobilen. Der Markenname lautete Franco. Das erste Fahrzeug wurde 1908 auf dem Turiner Autosalon ausgestellt. Später erfolgte der Umzug nach Sesto San Giovanni. 1912 endete die Produktion.

## Fahrzeuge
1907 konstruierte Attilio Franco das erste Fahrzeug. 1910 folgte ein Modell mit einem Vierzylindermotor, dessen Motor 6800 cm³ Hubraum hazte. Später kam das Modell 30/50 HP heraus. Alle Fahrzeuge hatten Kettenantrieb.

## Renneinsätze
Franco Cariolato nahm 1908 mit einem Fahrzeug von Franco an der Targa Florio teil, erreichte allerdings das Ziel nicht. 1910 siegte er bei der Targa Florio. Dabei legte er die zwei Runden auf dem Grande circuito delle Madonie über insgesamt 297 km mit einer Durchschnittsgeschwindigkeit von 46,8 km/h zurück.